# Thomas Jefferson Rusk

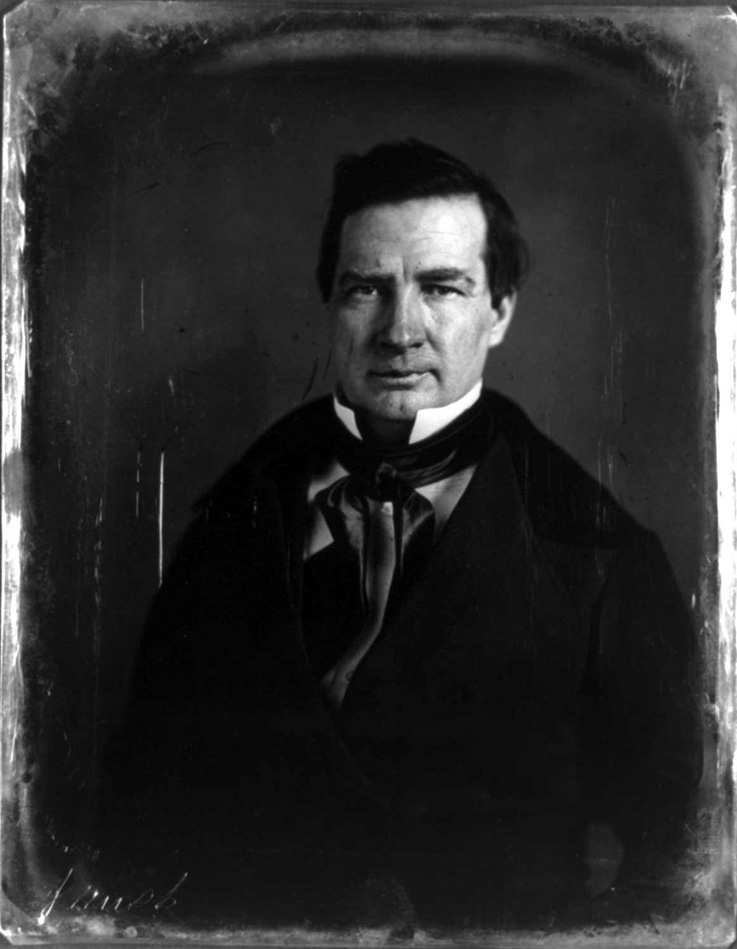
Thomas Jefferson Rusk

Thomas Jefferson Rusk, född 5 december 1803 i South Carolina, död genom självmord 29 juli 1857 i Nacogdoches, Texas, var en amerikansk politiker och jurist. Han var krigsminister i Republiken Texas från mars till april 1836 och på nytt från oktober 1836 till november 1837. Han var chefsdomare i Republiken Texas högsta domstol 1838-1840. Han representerade delstaten Texas i USA:s senat från 1846 fram till sin död.
Rusk studerade juridik och inledde sin karriär som advokat i Georgia. Han flyttade 1835 till Nacogdoches. Han deltog i konventet som förklarade Texas självständigt från Mexiko. Han var Republiken Texas första krigsminister och var därefter med om att besegra Antonio López de Santa Anna i slaget vid San Jacinto. Han var sedan krigsminister på nytt och ledamot av Republiken Texas kongress 1837-1838. Som framstående frimurare var han 1837 med om att grunda Grand Lodge of Texas. Han efterträdde 1838 John Birdsall som chefsdomare. Han avgick två år senare för att återgå till arbetet som advokat.
Rusk stödde USA:s planer på att annektera Texas. Han var ordförande på konventet som godkände USA:s villkor i frågan. Han tillträdde sedan 1846 som ledamot av USA:s senat.
Hustrun Mary avled 1856 i tuberkulos. Fem av parets sju barn var fortfarande vid liv vid tidpunkten för deras mors död. Rusk kände sig nedbruten efter hustruns död och dessutom led han av cancer. Han sköt sig själv 1857 i Nacogdoches. Han var tillförordnad talman i USA:s senat, president pro tempore of the United States Senate, vid tidpunkten av sin död.
Rusks grav finns på Oak Grove Cemetery i Nacogdoches. Rusk County, Texas har fått sitt namn efter Thomas Jefferson Rusk.